# Káva dalgona

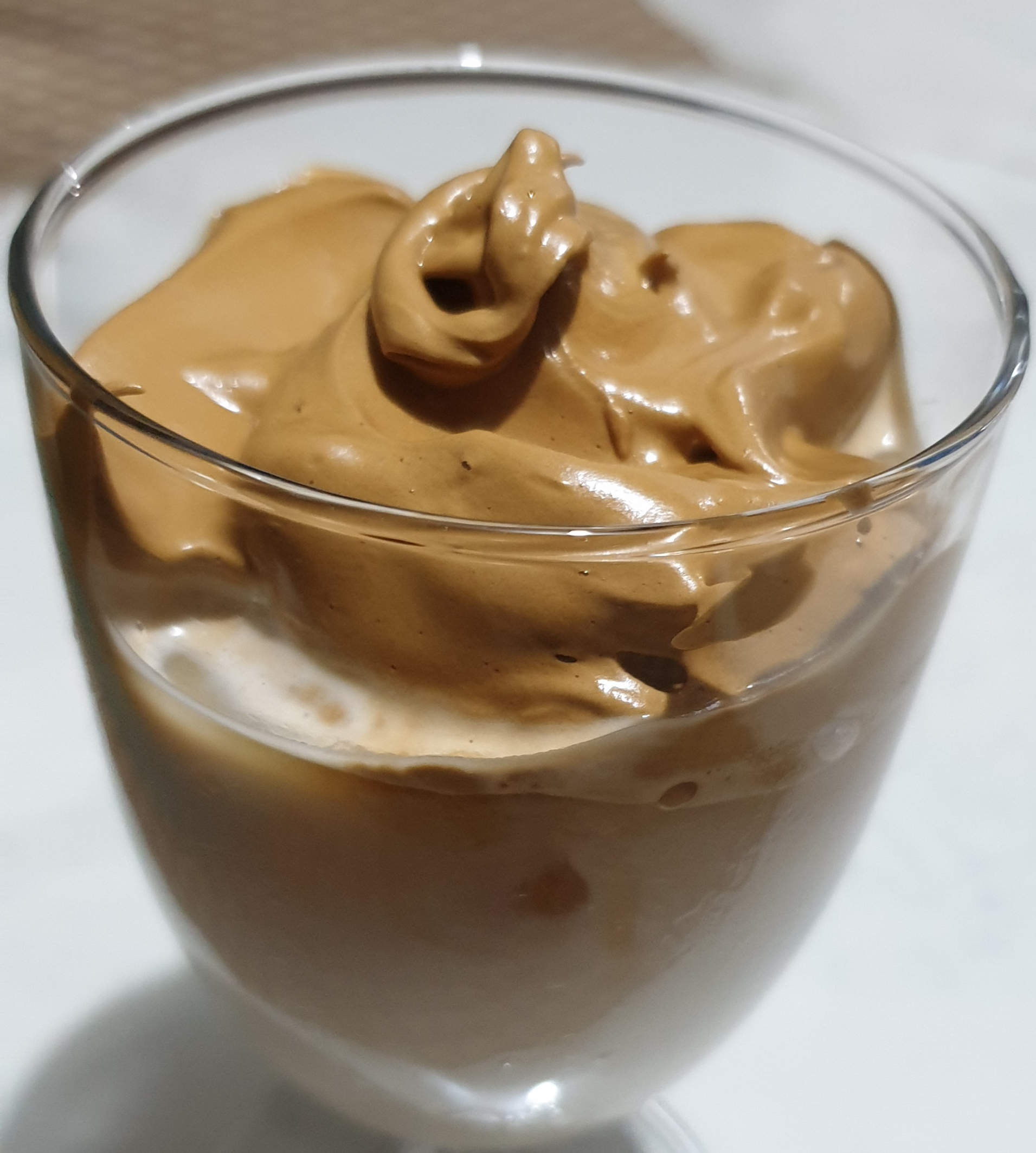
Káva dalgona

Káva dalgona (korejsky: 달고나커피, anglicky: dalgona coffee) je původně asijský kávový nápoj, který se připravuje ze speciálního kávového krému a mléka. K vytvoření tohoto krému se používají tři suroviny, jedná se o instantní kávu, cukr a vodu v poměru 1 : 1 : 1, které se šlehají tak dlouho, dokud se nezmění v hustý krém. Ten se následně přidá do sklenice s buďto teplým, ale častěji studeným mlékem. Na ozdobu se používají rozdrobené sušenky, instantní káva, kakao, anebo med, není to však pravidlem. 

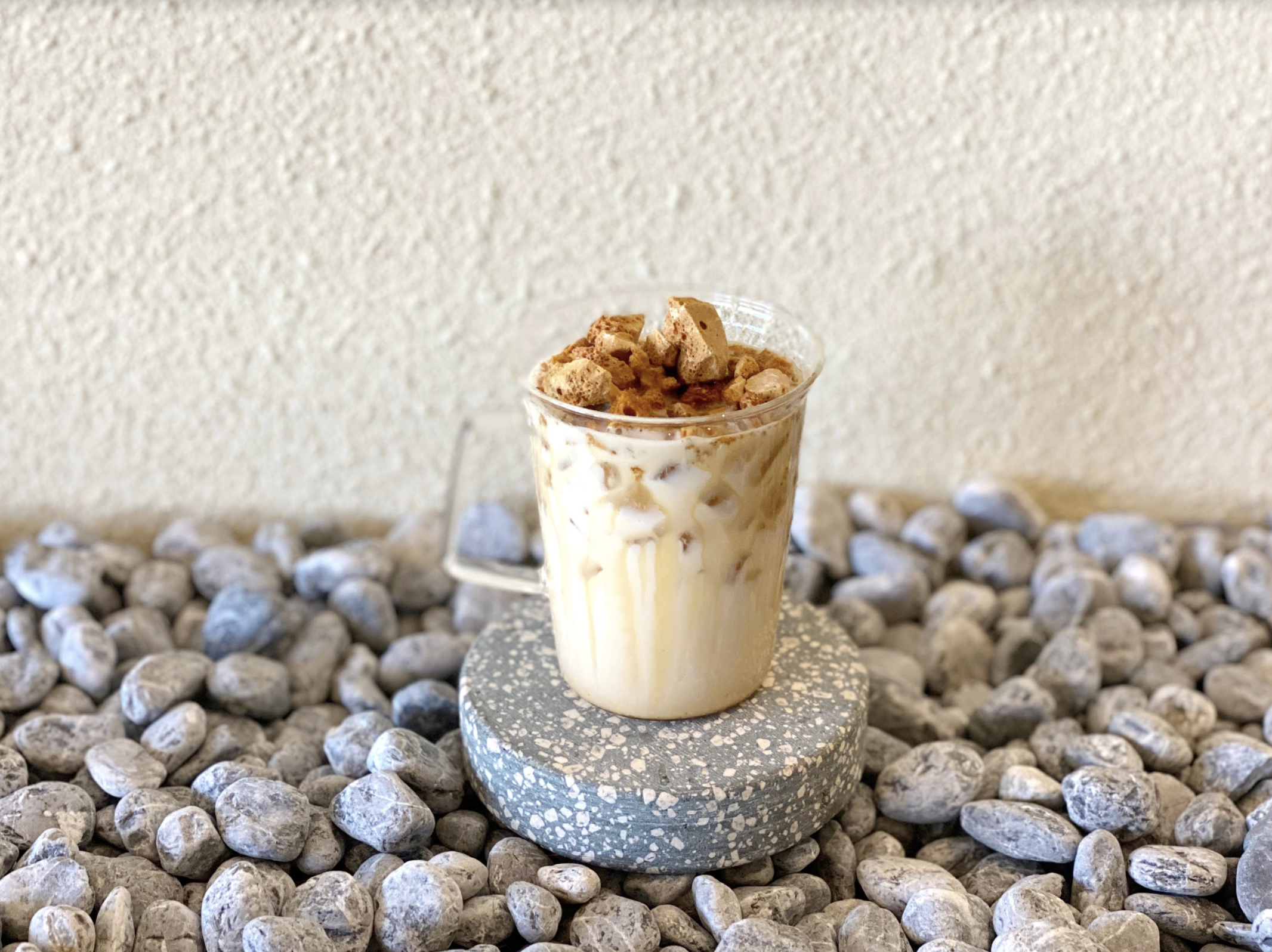
Káva dalgona

Káva dalgona se stala velmi populárním nápojem v roce 2020. Na sociálních sítích byla hojně propagována obzvláště po propuknutí celosvětové pandemie covidu-19. Za náhlý úspěch této kávy během pandemie může skutečnost, že lidé nemohli navštěvovat kavárny a jim podobné podniky jako dřív, a začali si proto kavárenské nápoje připravovat doma, přičemž k vytvoření kávy dalgona není potřeba žádné speciální vybavení, krém lze vyšlehat ručně nebo s pomocí kuchyňského mixéru. Jelikož se jedná o fotogenický nápoj, přispěl jeho popularitě i trend sdílení do-it-yourself (udělej si sám) fotografií výrobků a pokrmů. Doma připravená káva dalgona se nejprve stala hitem v Jižní Koreji a následně se odtamtud rychle rozšířila do celého světa.  
Káva dalgona je velmi podobná indickému nápoji známému jako káva Phenti Hui (případně káva Phitti Hui či indické cappuccino). Rozdíl spočívá v tom, že zatímco v případě kávy dalgona tvoří krém horní vrstvu a lije se na mléko, u indické kávy Phenti Hui je to přesně naopak, krém je na dně sklenice pod mlékem.

## Ingredience
Na přípravu tohoto nápoje se používají čtyři ingredience:
- káva
- cukr
- voda
- mléko

## Etymologie
Název je odvozen od korejské cukrovinky zvané dalgona, která má podobnou chuť jako krém vyšlehaný z kávy, cukru a vody a dokonce i podobnou barvu.
Korejské bonbóny dalgona připomínají karamelky a samotné jméno pochází z korejského výrazu dalguna (korejsky: 달 구나), což znamená „je to sladké“. Tyto bonbóny se tradičně vyrábí roztavením cukru a jeho následným smícháním s trochou jedlé sody, což vede k vytvoření hmoty připomínající šlehačku karamelové barvy. K samotné přípravě kávy se však korejské bonbóny, po nichž se nápoj jmenuje, nepoužívají, leda jako zdobení.

## Historie
Jihokorejský herec Jung Il-woo si v jedné restauraci v Macau během natáčení svého pořadu o jídle objednal našlehanou kávu a její chuť přirovnal k bonbónům dalgona; tak podle všeho dostala svou přezdívku. Na sociálních sítích a se záhy začala objevovat videa označená hashtagem #dalgonacoffeechallenge, v nichž se předvádělo, jak tuto kávu připravit doma. Další platformou, na které se podobná videa objevovala, byly sociální sítě Instagram a TikTok. Za popularitu těchto návodů může podle všeho i to, že sledování příprav jídel a nápojů má uklidňující účinky podobně jako třeba ASMR.